# Узбеки
Узбеки — тюркомовний народ та корінне населення Узбекистану та деяких районів Афганістану, Таджикистану, Киргизстану, Казахстану та Туркменістану. Мовно узбеки належать до тюркської групи, за віросповіданням — мусульмани.
Українсько-узбецькі зв'язки є майже винятково в перекладах літературних творів. Узбецькою мовою перекладено твори Т. Шевченка, І. Франка, Лесі Українки і сучасних українських письменників: Миколи Бажана, С. Крижанівського, М. Терещенка, Т. Масенка, О. Ільченка та ін. Українською мовою перекладено вибране з узбецької поезії в збірці «Зі Сходу на Захід» (Київ, 1947), твори Алішера Навої,   А. Каххара, Г. Рашилова, П. Турефа та ін. 1959 в Узбекистані відбулися тижні української літератури, 1960 — узбецької в Україні, відбувається також обмін гастролями ансамблів пісні й танцю.

## Назва
Походження етноніму узбек є суперечним. Одні дослідники вважають, що назва нації походить від хана Узбека, хоча кочові узбеки ніколи повністю не підпорядковувались йому. Інші дослідники вважають, що ім'я означає незалежний або шляхетний, від O'z (сам) і Bek (шляхетний титул керманича)..

## Походження
Алтайські мови розпочали вживатись в Центральній Азії досить давно,, але до кінця 13-го сторіччя від Р. Х. коли тюркські і монгольські завойовники повністю підкорили регіон, більшість народів Центральної Азії були іранськими народами, як наприклад согдіанці, бактріанці і, найдавніші, сако-массагетські племена. Вважається, що ці стародавні індоєвропейські народи були мовно асимільовані більш маленькими але домінуючими групами, тюрок, дехкані остаточно прийняли перську мову, традиційну лінгва франка східномусульманських земель.. Зміна мови з середньоперської мови на тюркську і новоперську мову був в основному результатом культурно-елітарнної обробки... Під час і після Монголо-татарської навали мільйони були або вбиті, або витиснуті подалі на південь до Паміру.
Сучасна узбецька мова походить від чагатайської мови, що є східнотюркською мовою, яка мала вжиток в монгольській імперії Тимуридів. Позиція чагатайської (і пізніше узбецької) була крім того посилена після падіння високо персіонізованої Тимуридської держави і посиленню ханства Мухаммеда Шейбані, це остаточно сформувало тюркську мову і єдність сучасних узбеків, граматику і фонетичні особливості узбецької мови, також як і сучасної узбецької культури походить від минулого іранського коріння узбеків..

## Історія
На початку 1-го тисячоріччя від Р. Х., різні племена алтайської мовної групи, почали завоювання області між Аму-Дар'єю і Сир-Дар'єю. Одним з ранніх племен, що захопили ці терени були гуни і вони продовжили завоювання на захід і південь.
Після арабського вторгнення в регіон іслам витіснив буддизм та інші релігії в Центральній Азії (як наприклад несторіанство), але місцеві іранські мови мають вжиток і в 2-му тисячолітті. Вторгнення монголів під головуванням Чингісхана в 13-м сторіччі значно змінило демографію Центральної Азії. Численне місцеве населення знищили монголи і масово розпочався процес заміни населення. Численні тюркські племена, почали міграцію і врешті-решт замінили іранські народи, які були в значній мірі знищенні або поглинені тюрко-монгольськими групами і/або виштовхнуті далі на південь і Центральна Азія набула ім'я Туркестан. Багато що з сучасного Узбекистану є спадком царювання Тимура, видатного тюркського завойовника, який панував над обширною імперією зі столицею в Самарканді. Пізніше, між 15-м і 16-м сторіччями, різні кочові племена перекочували зі степу, зокрема кипчаки, наймани, кангали, кунгарти, мангіти та інші, починаючи з Мухаммеда Шейбані, ці племена ставили узбецьких ханів. Цей період відзначив початок сучасної узбецької нації і утворення Узбецької держави на теренах сучасного Узбекистану, оскільки ці племена були першими, хто розпочав називати себе узбеками. Ця рання узбецька держава поставила Сефевідів і Імперію Великих Моголів, для контролю над Хорасаном (сучасний Афганістан).
Декілька сторіч узбецька держава була поділена на три ханства: Бухарське, Хівінське, і Кокандське до 19-го сторіччя. Врешті-решт ханства були анексовані Російською імперію наприкінці 19-го сторіччя. До 1924 велика частина тюркського населення Російського Туркестану були відомі як сарти, і тільки ті групи, що розмовляли кипчацькими діалектами, мали назву узбеки. Узбекистан, під Російською, а потім пізнішою Радянською адміністрацією, став багатонаціональним, оскільки з усього колишнього Радянського Союзу люди перемістились (або були заслані) у Центральну Азію. Зараз узбеки можуть бути з різними характеристиками: від світлої шкіри до темної, від блакитних очей до чорних очей, від блондинів до брюнеток.

## Мови
Узбецька мова є алтайською мовою карлуцької групи тюркської мовної сім'ї, має найближчу схожість з уйгурською мовою. Узбецька мова використовувує латинську, арабську та кириличну абетки. Після проголошення незалежності Узбекистану уряд вирішив замінити кирилицю на латиницю.
Сучасна узбецька мова також поглинула значний словниковий запас і — до меншого ступеня — певні граматичні елементи від нетюркських мов, більше всього з перської, арабської і російської мов.

## Релігія
Узбеки в основному сповідують іслам сунітського напряму школи Ганафі, але існують розбіжності між північними і південними узбеками. Більшість узбеків після утворення СРСР практикували релігію з ліберальнішою інтерпретацією завдяки офіційній радянській позиції атеїзму, узбеки в Афганістані і інших південних країнах зберегли більше консервативних прихильників ісламу. Проте, після отримання Узбекистаном незалежності в 1991 розпочалось ісламське відродження. До ісламу, людей, що живуть в області сучасного Узбекистану, вперше навернено ще в 8-му сторіччі після Р. Х., після вторгнення арабських військ в область. Нова релігія витіснила давні зороастризм та буддизм. Арабська перемога над китайцями в 751 в Талаській битві гарантувала майбутнє поширення ісламу в Центральній Азії.

## Генетичне походження
Сучасне узбецьке населення вельми різноманітне, що є результатом вторгнення племен в тому числі з Монголії і змішанням їх з іраномовними племенами індоєвропейців. Згідно з недавнім дослідженням з генетичної генеалогії Чиказького дослідницького університету щодо співвідношення генів між тюрками і іранськими народами:
З 3-го сторіччя до Р. Х., Центральна Азія зазнала розширення кочовиків алтайської мовної сім'ї, почавшись з Гсіюнг-Ню (Hsiung-Nu) (можливо, пращури гунів), в 300 році до Р. Х., і завершено турками, в 1-м тисячолітті від Р. Х., і монгольською навалою у 13-му сторіччі. Високий рівень галогрупи 10 і від нього похідної, галогрупи 36, є в більшості населення, що говорять на алтайських мовах, і є добрим індикатором генетичного зіткнення цих кочових груп. Хвилі завойовників алтайської мовної сім'ї досягли не тільки сходу Центральної Азії, де їх генетичний вплив сильний, але і регіони, віддаленіші на захід, подібно до Ірану, Іраку, Анатолії, і Кавказу, також як і Європи, якої досягли як гуни, так і монголи. У цих західних регіонах, проте, генетичний вплив низький або невиявлений (Wells et al. 2001), хоча влада цих загарбників була іноді достатньо сильною, щоб зробити заміну мови, як в Туреччині і Азербайджані (Cavalli-Sforza et al. 1994). Вирішальну роль мала густота населення. Східні регіони Центральної Азії повинні мати низьку густоту населення у той час, тому зовнішній вплив зміг мати великий генетичний вплив. У контрасті, західні регіони були більш густо заселені, і ймовірно, що існуюче населення було численніше, ніж завойовуючі кочівники, тому привело тільки до невеликого генетичного впливу. Тому, оцінка домішки з північно-східної Азії висока на сході, але ледве виявлена на заході Узбекистану.
Узбеки, за цим дослідженням, мають істотну європеоїдну домішку, але набагато більшу генетичну спорідненість із тюрками, ніж з іранцями, що живуть на півдні і на заході.
Інше дослідження, проведене поза Узбекистаном, підтверджує це генетичне свідчення щодо походження сучасних узбеків та інших місцевих тюрків:
Ці міграції відбиваються в ДНК теж, і ясно, попри те що більшість сучасного населення Центральної Азії, розмовляє тюркськими мовами, вони отримують багато що з їх генетичної спадщини від тюркського завойовника Тимура.
Тюрки мають спільне мовне і культурне походження, але не мають спільного генетичного походження. Узбеки походять у великій мірі від тюркських загарбників, чий діапазон вторгнень у першому тисячолітті від Р. Х. з ранніми міграціями Тюркського каганату (Göktürks) до пізніших вторгнень протягом початку і середини 2-го тисячоліття.
Протягом сторіч мігранти алтайських народів почали переважати кількістю місцевих іранців і асимілювали більшість через шлюби між людьми різних рас, тільки таджики витримали, хоча з деякою тюркською домішкою також. Тому, в Узбекистані і в інших Центральноазійських державах, це був не тільки процес заміни мови, як наприклад, в Туреччині і Азербайджані, але і масова міграція і заміна населення, що утворили сучасне тюркське населення Узбекистану та інших Центральноазійських держав.